# 디온 헤밍스
디온 헤밍스 (Deon Hemmings, 1968년 10월 9일 ~ )는 자메이카의 전직 육상 선수이다.
세인트앤에서 태어난 헤밍스는 1996년 애틀랜타 올림픽에서 2004년까지 지속된 올림픽 기록을 깨고 400m 허들을 우승할 때 올림픽 금메달을 획득하는 데 첫 자메이카 여성 선수가 되었다. 4년 후, 시드니 올림픽에서는 그 종목과 1600m 릴레이에서 은메달을 땄다.
그녀는 1994년 코먼웰스 게임에서 은메달을 따고, 세계 육상 선수권 대회에서는 허들에서 1개의 은메달(1997년)과 2개의 동메달을 따냈다.
2003년 육상에서 은퇴하고 2004년 마이클 매캐티와 결혼하였다.

## 참조
1. ↑  http://www.iaaf.org/athletes/jamaica/deon-hemmings-67021

- (영어) 데온 헴밍스 - 국제 육상 경기 연맹
- Sports Reference